# Conferința de Est (MLS)

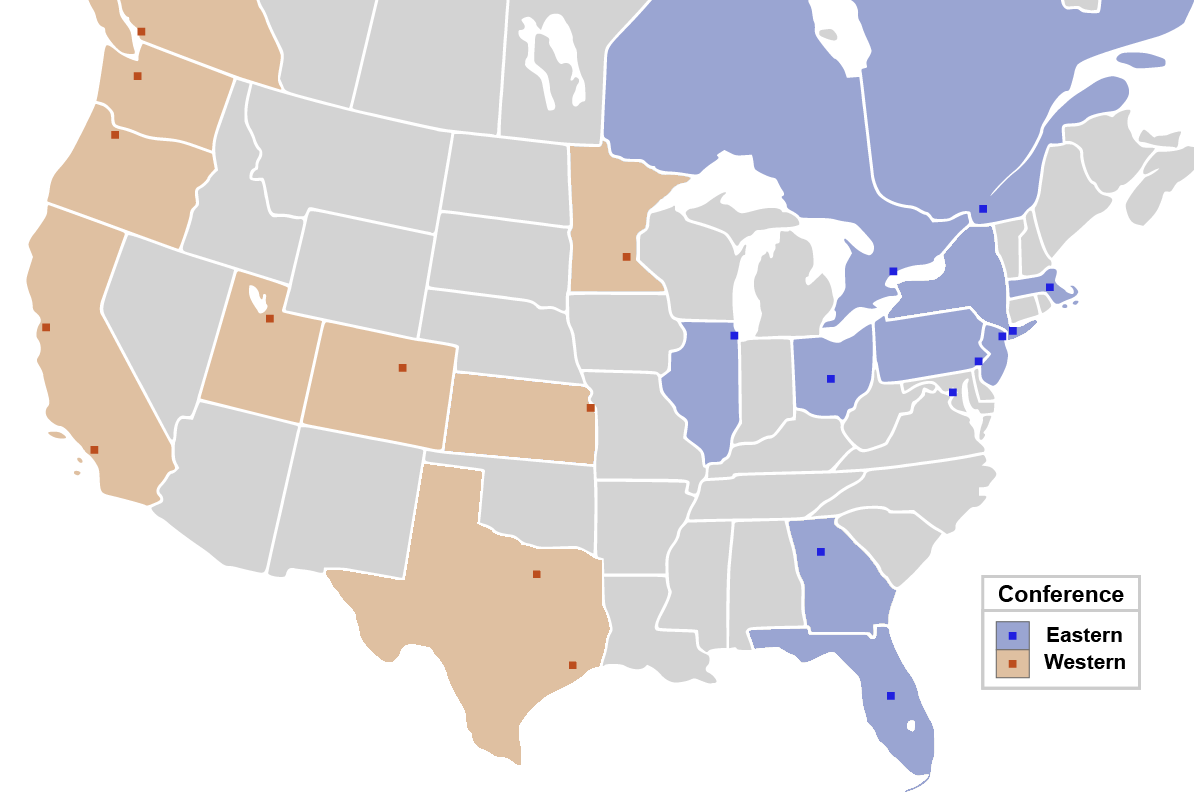
Localizarea echipelor din MLS; Echipele din Conferința de Est sunt marcate cu albastru

Conferința de Est este una din cele două conferințe ale Major League Soccer.

## Membri

### Curent
| Team                   | City             | Stadium               |
| ---------------------- | ---------------- | --------------------- |
| Atlanta United FC      | Atlanta, GA      | Mercedes Benz Stadium |
| Chicago Fire           | Bridgeview, IL   | Toyota Park           |
| Columbus Crew SC       | Columbus, OH     | Mapfre Stadium        |
| D.C. United            | Washington, D.C. | RFK Stadium           |
| Montreal Impact        | Montreal, QC     | Saputo Stadium        |
| New England Revolution | Foxborough, MA   | Gillette Stadium      |
| New York City FC       | Bronx, NY        | Yankee Stadium        |
| New York Red Bulls     | Harrison, NJ     | Red Bull Arena        |
| Orlando City SC        | Orlando, FL      | Orlando City Stadium  |
| Philadelphia Union     | Chester, PA      | Talen Energy Stadium  |
| Toronto FC             | Toronto, ON      | BMO Field             |

## Prezențe în conferință

### 1996-97

#### Echipele din 1996-97
- Columbus Crew
- D.C. United
- New England Revolution
- New York/New Jersey MetroStars
- Tampa Bay Mutiny

#### Modificări față de 1995
- Crearea Major League Soccer

### 1998-99

#### Echipele din 1998-99
- Columbus Crew
- D.C. United
- MetroStars
- Miami Fusion
- New England Revolution
- Tampa Bay Mutiny

#### Modificări față de 1997
- New York/New Jersey MetroStars și-a schimbat numele in MetroStars
- Miami Fusion a fost adăugată la extinderea din 1998

### 2000–01

#### Echipele din 2000–01
- D.C. United
- MetroStars
- Miami Fusion
- New England Revolution

#### Modificări față de 1999
- Conferința de Est și-a schimbat numele în Divizia de Est o dată cu crearea noii Diviziei Centrale
- Columbus Crew și Tampa Bay Mutiny s-au mutat în Divizia Centrală

### 2002–04

#### Echipele din 2002–04
- Chicago Fire
- Columbus Crew
- D.C. United
- MetroStars
- New England Revolution

#### Modificări față de 2001
- Divizia de Est și-a schimbat numele înapoi în Conferința de Eest ca urmare a dizolvării echipelor Miami Fusion și Tampa Bay Mutiny, desființându-se astfel Divizia Centrală
- Miami Fusion a fost dizolvată la finalul sezonului
- Chicago Fire și Columbus Crew s-au mutat din Divizia Centrală

### 2005

#### Echipele din 2005
- Chicago Fire
- Columbus Crew
- D.C. United
- Kansas City Wizards
- MetroStars
- New England Revolution

#### Modificări față de 2004
- Kansas City Wizards s-a mutat din Conferința de Vest

### 2006

#### Echipele din 2006
- Chicago Fire
- Columbus Crew
- D.C. United
- Kansas City Wizards
- New England Revolution
- New York Red Bulls

#### Modificări față de 2005
- MetroStars și-a schimbat numele in New York Red Bulls

### 2007-09

#### Echipele din 2007-09
- Chicago Fire
- Columbus Crew
- D.C. United
- Kansas City Wizards
- New England Revolution
- New York Red Bulls
- Toronto FC

#### Modificări față de 2006
- Toronto FC a fost adăugată la extinderea din 2006

### 2010

#### Echipele din 2010
- Chicago Fire
- Columbus Crew
- D.C. United
- Kansas City Wizards
- New England Revolution
- New York Red Bulls
- Philadelphia Union
- Toronto FC

#### Modificări față de 2009
- Philadelphia Union a fost adăugată la extinderea din 2010

### 2011

#### Echipele din 2011
- Chicago Fire
- Columbus Crew
- D.C. United
- Houston Dynamo
- New England Revolution
- New York Red Bulls
- Philadelphia Union
- Sporting Kansas City
- Toronto FC

#### Modificări față de 2010
- Kansas City WIzards și-a schimbat numele in Sporting Kansas City
- Houston Dynamo s-a mutat din Conferința de Vest.

### 2012–14

#### Echipele din 2012-14
- Chicago Fire
- Columbus Crew
- D.C. United
- Houston Dynamo
- Montreal Impact
- New England Revolution
- New York Red Bulls
- Philadelphia Union
- Sporting Kansas City
- Toronto FC

#### Modificări față de 2011
- Montreal Impact a fost adăugată la extinderea din 2012

### 2015–16

#### Echipele din 2015-16
- Chicago Fire
- Columbus Crew SC
- D.C. United
- Montreal Impact
- New England Revolution
- New York Red Bulls
- New York City FC
- Orlando City SC
- Philadelphia Union
- Toronto FC

#### Modificări față de 2014
- New York City FC și Orlando City SC au fost adăugate la extinderea din 2015
- Sporting Kansas City și Houston Dynamo s-au mutat in Conferința de Vest.
- Columbus Crew a adăugat SC la numle

### 2017

#### Echipele din 2017
- Atlanta United FC
- Chicago Fire
- Columbus Crew SC
- D.C. United
- Montreal Impact
- New England Revolution
- New York Red Bulls
- New York City FC
- Orlando City SC
- Philadelphia Union
- Toronto FC

#### Modificări față de 2016
- Atlanta United FC a fost adăugată la extinderea din 2017